# Kredne pečine na Rügenu
Kredne pečine na Rügenu (nemško Kreidefelsen auf Rügen) je slika olje na platnu iz okoli leta 1818 nemškega romantičnega umetnika Casparja Davida Friedricha.

## Razvoj
Januarja 1818 se je Caspar David Friedrich poročil s Christiane Caroline Bommer, ki je bila približno 20 let mlajša od njega. Na medenih tednih julija in avgusta 1818 sta obiskala sorodnike v Neubrandenburgu in Greifswaldu. Od tam se je par s Friedrichovim bratom Christianom odpravil na izlet na otok Rügen. Slika se pojavi kot praznovanje zveze para.

## Opis
Slika prikazuje pogled s kredastih pečin na Stubbenkammer, takrat eno najbolj znanih razglednih točk na otoku. Pogosto, a napačno se verjame, da so bili zlasti izdanki Wissower Klinken model za sliko; vendar te v času nastanka slike še niso obstajale, ampak so se zaradi erozije pojavile kasneje. Friedrich je svoje krajine pogosto sestavljal iz skrbno izbranih elementov različnih skic, tako da določene lokacije ni nujno razbrati.
Kuliso uokvirjata dve drevesi, katerih listi prekrivajo zgornjo tretjino slike. Dva moška in ženska v mestnih oblačilih začudeno gledajo ta razgled. Tanka figura na sredini se običajno interpretira kot sam Caspar David Friedrich. Njegov klobuk leži poleg njega kot znak ponižnosti. Išče oporišče v travi kot simbolu minljivosti življenja in gleda v brezno, ki se odpira pred njim – brezno smrti. Na desni se moški s prekrižanimi rokami naslanja na deblo umirajočega drevesa in gleda daleč v morje. Dve majhni jadrnici stojita kot simbola duše, ki se odpira večnemu življenju in ustrezata figurama obeh moških. Na levi ženska v rdeči obleki (ki jo navadno identificiramo kot Friedrichovo ženo Karolino) sedi ob skoraj posušenem grmu: le vejice okoli njenega obraza se olistajo. Z desnico kaže bodisi na brezno bodisi na rože, ki ga obrobljajo. V nasprotju z moškima, ki strmita bodisi v brezno bodisi v daljavo, ona komunicira z drugimi figurami – ni jasno, ali se čuti ogrožena zaradi brezna ali prisiljena zaradi naravne lepote.
Simbolične so tudi barve oblačil figure. Srednja figura je modra, barva vere; leva figura je rdeča, ljubezen; in desna figura je zelena, upanja. Tako jih lahko razlagamo kot utelešenja treh krščanskih teoloških kreposti: vere, upanja in ljubezni. Umetnostni zgodovinar Helmut Börsch-Supan vidi v sliki prikaz Friedrichovega odnosa do smrti in nevarnosti smrti s smrtjo: »jasen […] kot skoraj nikoli prej, a hkrati tudi v nenavadno spokojnem razpoloženju«.

### Struktura in estetika
Tu Friedrich bolj kot v drugih svojih kompozicijah opušča prostorsko kontinuiteto. Gledalcu ponuja prostorsko in površinsko konstrukcijo, edinstveno v svoji radikalnosti. Brez globinske osi so tri prostorske cone razporejene vzporedno s sliko, med seboj ločene po barvi in motivu. Sprednji del sobe se odpira v slikovno ravnino kot nekakšno okno v morje, zelo tradicionalno uokvirjeno s skalami in drevesi, skozi katera tri osebe zaznavajo »zunanji svet«. Nato območje nazobčanih, srhljivo belih skal tvori največji možni kontrast na videz neskončnemu morju. Ladji se nahajata na določeni razdalji druga od druge, kot na nematerialni foliji, vendar sta kljub temu enake velikosti. To izraža navpično napetost med blizu in daleč. Vtis nevarnega prepada ustvarjajo ozka travnata brežina, vrez v pečine in za njo kot stena vzpenjajoče se modrozeleno morje, ki šele tik pod vejami dreves prehaja v rožnato modrino. Linija levega navpičnega zlatega reza poteka skozi najglobljo zarezo v kredni pečini in ustvarja harmonijo v sliki ter omogoča, da se oko spočije. Glede na namen je osrednja oblika slike videti kot oblika srca ali kot napolnjen skalni lijak. Če sliko obrnete na glavo, se negativna oblika lijaka spremeni v pozitivno obliko bizarnega gorskega vrha. Skale brez vsakršnega življenja so v nasprotju z natančnostjo, s katero so figure in rastlinje upodobljeni v ospredju. Barvno triado zelene, bele in modre popestri ženska rdeča obleka. Za Friedrichovo razpoloženjsko nagnjenost v slikarstvu je ta slika nenavadno praznična. Težko je razložiti, ali fascinantnost upodobitve izhaja iz njene formalne drznosti ali kontrastnih barv.

### Različica
Tudi z naslovom Kredne pečine na Rügenu je Friedrichov akvarel, ustvarjen po letu 1825, ki ga lahko beremo kot protipodobo ali temen epilog. Slika prikazuje enak pogled na morje z opaznimi spremembami. Ljudje manjkajo v pokrajini, drevesa, ki obkrožajo, zakrnejo, skala se pomika vse bolj v vidno polje, vendar je videti pusta, siva in umaknjena, oblika srca ni več sklenjena na vrhu - srce je razpadlo. Interpretacija teze poročne slike akvarel pripisuje slikarju, ki se je prezgodaj postaral, bil osamljen in mučen od ljubosumja. Werner Hofmann to nemir v Friedrichovem zasebnem življenju celo vidi kot del psihografije tiste dobe, pri čemer najde vzporednice v Hiperionu Friedricha Hölderlina in Zimski popotnici Franza Schuberta.

## Izvor
Slika iz leta 1818 se je pojavila pod številko lota 58: Chalk Cliffs on Rügen, 3 Persons Staffage v dražbenem katalogu 7. oktobra 1903 (kataloška št. 1350) Rudolpha Lepkeja Kunst-Auctions-Haus v Berlinu. V katalogu je bila slika ponujena kot delo Carla Blechena, ki je naslikal tudi pokrajino blizu Stubbenkammerja. Pozneje je bilo delo v zbirki judovskega zbiratelja Juliusa Freunda. Šele leta 1920 sta umetnostni zgodovinar Kurt Karl Eberlein in Freundov umetniški svetovalec, kustos berlinske Narodne galerije Guido Joseph Kern (1878–1953), delo pripisala Casparju Davidu Friedrichu. Leta 1930, med veliko depresijo, je Freund preko Fritza Nathana prodal Kredne pečine švicarskemu zbiralcu umetnin Oskarju Reinhartu za 50.000 Reichsmark; skupaj z velikim delom njegove zbirke je slika pozneje prešla v Fundacijo Oskarja Reinharta v Winterthurju.